# Friedrich August Mücke

Ölporträt in der Wenzelkirche Schrebitz

Friedrich August Mücke (* 1788 in Sorau; † nach 1870) war ein deutscher protestantischer Pastor und Schriftsteller in Schrebitz und Ritter des Königlich Sächsischen Albrechtsordens.

## Leben
Mücke war seit 1811 Konrektor in Annaberg. 1815 wurde er Diaconus in Annaberg und wirkte von 1825 bis 1833 als Pastor in Großbardau bei Grimma. 1834 übernahm er das Pastorenamt von seinem Vorgänger J. Gottl. Hofmann (1760–1833) in Schrebitz.
Mücke war am 1. Oktober 1854 Mitglied der Historisch-Theologischen Gesellschaft zu Leipzig. Friedrich August Mücke war bis zum 23. Juli 1871 Pastor zu Schrebitz und Gallschütz. Anlässlich der 50-jährigen Amtsjubelfeier des Kirchgemeindeamtes Schrebitz widmete ihm die Kirchgemeinde Schrebitz am 14. Juli 1861 ein Ölporträt, welches heute in der dortigen Wenzelkirche zu besichtigen ist.

## Werk
1867 veröffentlichte Mücke sein Werk über Die Dogmatik des neunzehnten Jahrhunderts in welchem er sich mit Friedrich Schleiermachers Programm der Dogmatik auseinandersetzt. Dieses Werk gilt bis heute als ein wichtiges Werk der theologischen Enzyklopädie und ist ein Versuch, die Glaubensfragen an das Zeitalter der Aufklärung anzupassen.

## Auszeichnungen
- Ritter des Königlich Sächsischen Albrechts-Ordens